# Ђовани Леоне
Ђовани Леоне (итал. Giovanni Leone; Напуљ, 3. новембар 1908 — Рим, 9. новембар 2001) био је италијански адвокат, правник и политичар, шести по реду председник Италије и премијер Италије у два мандата.